# Jack Black
Jack Black (n. 28 august 1969, Santa Monica, California, SUA) este un comediant american și solist al formației Tenacious D.

## Filmografie

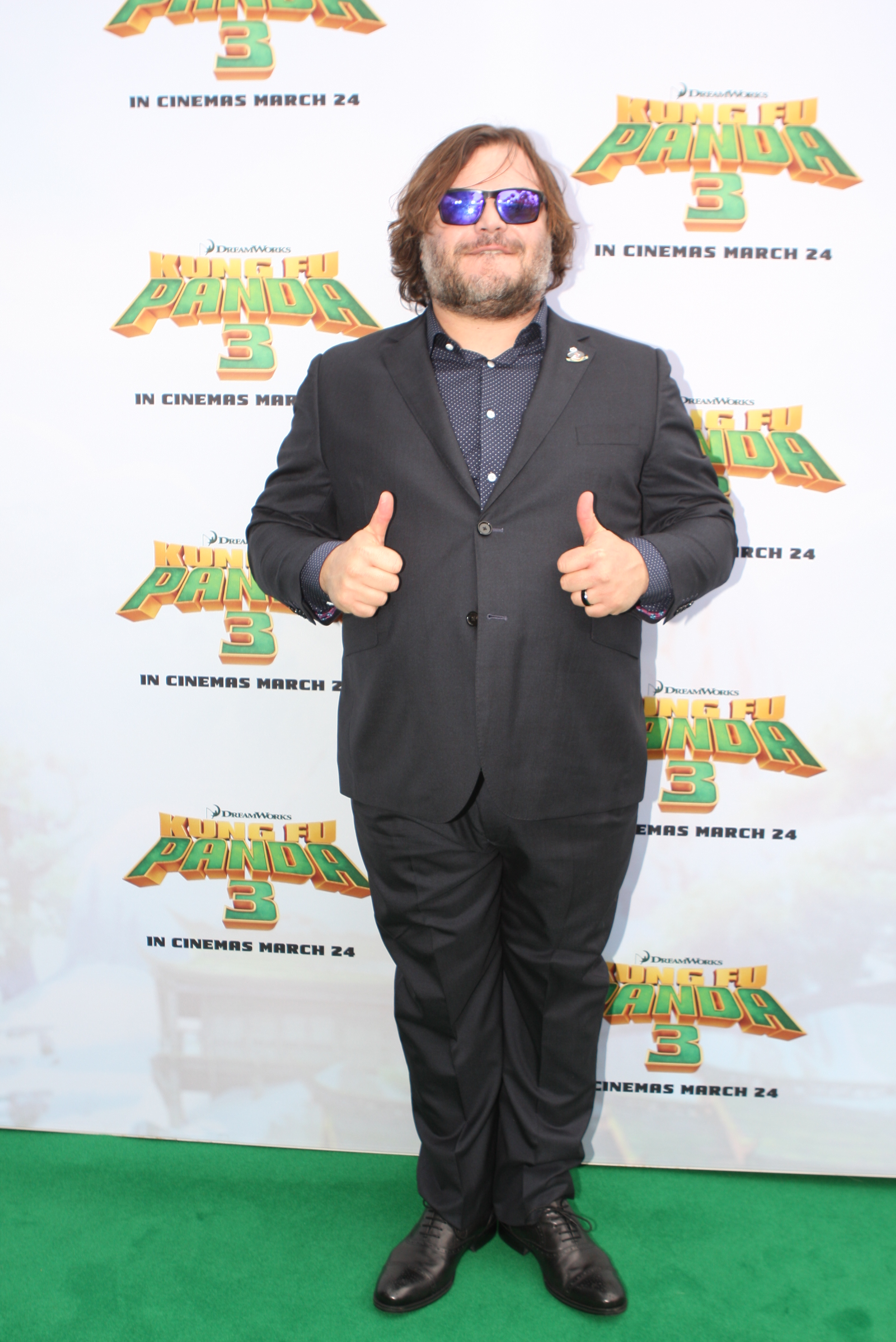
Black - într-o reclamă pentru filmul Kung Fu Panda 3

### Film
| An   | Titlu                                 | Rol                                              | Note |
| ---- | ------------------------------------- | ------------------------------------------------ | --- |
| 1992 | Bob Roberts                           | Roger Davis                                      | |
| 1993 | Airborne                              | Augie                                            | |
| 1993 | Demolition Man                        | Wasteland Scrap                                  | |
| 1994 | The NeverEnding Story III             | Slip                                             | |
| 1995 | Bye Bye Love                          | DJ at party                                      | |
| 1995 | Dead Man Walking                      | Craig Poncelet                                   | |
| 1995 | Waterworld                            | Pilot                                            | |
| 1996 | Bio-Dome                              | Tenacious D                                      | |
| 1996 | The Cable Guy                         | Rick Legatos                                     | |
| 1996 | The Fan                               | Broadcast technician                             | |
| 1996 | Mars Attacks!                         | Billy Glenn Norris                               | |
| 1997 | Bongwater                             | Devlin                                           | |
| 1997 | Crossworlds                           | Steve                                            | |
| 1997 | The Jackal                            | Ian Lamont                                       | |
| 1998 | Enemy of the State                    | Fiedler                                          | |
| 1998 | I Still Know What You Did Last Summer | Titus Telesco                                    | Nemenționat |
| 1998 | Johnny Skidmarks                      | Jerry                                            | |
| 1999 | Cradle Will Rock                      | Sid                                              | |
| 1999 | Jesus' Son                            | Georgie                                          | |
| 1999 | The Love Letter                       | Fisherman                                        | Nemenționat |
| 2000 | High Fidelity                         | Barry                                            | Blockbuster Entertainment Award for Favorite Supporting Actor – Comedy/Romance Nominalizare – American Comedy Award for Funniest Supporting Actor in a Motion Picture Nominalizare – Chicago Film Critics Association Award for Best Supporting Actor Nominalizare – MTV Movie Award for Best Music Moment Nominalizare – MTV Movie Award for Breakthrough Male Performance Nominalizare – Online Film Critics Society Award for Best Supporting Actor                      |
| 2001 | Frank's Book                          | Performance hipster                              | Film scurt |
| 2001 | Saving Silverman                      | JD McNugent                                      | |
| 2001 | Shallow Hal                           | Hal Larson                                       | Nominalizare – Teen Choice Award for Choice Movie Actor – Comedy |
| 2002 | Ice Age                               | Zeke (voce)                                      | |
| 2002 | Orange County                         | Lance Brumder                                    | |
| 2002 | Run Ronnie Run!                       | Lead chimney sweep                               | DVD Exclusive Award for Best Original Song |
| 2003 | Melvin Goes to Dinner                 | Mental patient                                   | Phoenix Film Festival Award for Best Ensemble Acting Nominalizare – DVD Exclusive Award for Best Supporting Actor |
| 2003 | School of Rock                        | Dewey Finn                                       | MTV Movie Award for Best Comedic Performance Nominalizare – Golden Globe Award for Best Actor – Motion Picture Musical or Comedy Nominalizare – MTV Movie Award for Best On-Screen Team Nominalizare – New York Film Critics Circle Award for Best Actor (locul 3) Nominalizare – Satellite Award for Best Actor – Motion Picture Musical or Comedy Nominalizare – Teen Choice Award for Choice Movie Actor – Comedy Nominalizare – Teen Choice Award for Choice Movie Liar |
| 2004 | Anchorman: The Legend of Ron Burgundy | Motorcyclist                                     | Cameo |
| 2004 | Envy                                  | Nick Vanderpark                                  | Nominalizare – People's Choice Award for Favorite Funny Male Star |
| 2004 | Shark Tale                            | Lenny (voce)                                     | |
| 2005 | King Kong                             | Carl Denham                                      | Nominalizare – Teen Choice Award for Choice Movie Villain |
| 2006 | The Holiday                           | Miles                                            | |
| 2006 | Nacho Libre                           | Nacho                                            | Și producător Nominalizare – Kids' Choice Award for Favorite Male Movie Star Nominalizare – MTV Movie Award for Best Fight Nominalizare – Teen Choice Award for Choice Movie Actor: Comedy Nominalizare – Teen Choice Award for Choice Movie Chemistry Nominalizare – Teen Choice Award for Choice Movie Rumble |
| 2006 | Tenacious D in The Pick of Destiny    | Jack "Jables" Black                              | Și producător și scenarist |
| 2007 | Margot at the Wedding                 | Malcolm                                          | Nominalizare – Gotham Award for Best Ensemble Cast |
| 2007 | Walk Hard: The Dewey Cox Story        | Paul McCartney                                   | Cameo nemenționat |
| 2008 | Be Kind Rewind                        | Jerry Gerber                                     | |
| 2008 | Kung Fu Panda                         | Po (voce)                                        | Kids' Choice Award for Favorite Voice from an Animated Movie |
| 2008 | The Secrets of the Furious Five       | Po (voce)                                        | Scurtmetraj |
| 2008 | Prop 8: The Musical                   | Jesus Christ                                     | Scurtmetraj |
| 2008 | Tropic Thunder                        | Jeff "Fats" Portnoy                              | Boston Society of Film Critics Award for Best Cast |
| 2009 | Year One                              | Zed                                              | |
| 2010 | Kung Fu Panda Holiday                 | Po (voce)                                        | Scurtmetraj |
| 2010 | Gulliver's Travels                    | Gulliver                                         | Și producător executiv Nominalizare – Razzie Award for Worst Actor Nominalizare – Nickelodeon Kids Choice Awards for Favorite Male Movie Star |
| 2011 | Kung Fu Panda 2                       | Po (voce)                                        | Nominalizare – Teen Choice Awards for Choice Movie Voice Nominalizare – Kids' Choice Award for Favorite Voice from an Animated Movie Nominalizare – People's Choice Award for Favorite Animation Movie Voice |
| 2011 | Kung Fu Panda: Secrets of the Masters | Po (voce)                                        | Scurtmetraj |
| 2011 | Bernie                                | Bernie Tiede                                     | Nominalizare – Golden Globe Award for Best Actor – Motion Picture Musical or Comedy Nominalizare – Gotham Award for Best Ensemble Performance Nominalizare – Independent Spirit Award for Best Male Lead Nominalizare – New York Film Critics Circle Award for Best Actor (runner-up) Nominalizare – Critics' Choice Movie Award for Best Actor in a Comedy |
| 2011 | The Big Year                          | Brad Harris                                      | |
| 2011 | The Muppets                           | Rolul său                                        | Nemenționat |
| 2014 | Sex Tape                              | Owner of YouPorn                                 | Nemenționat |
| 2015 | The D Train                           | Dan Landsman                                     | Și producător |
| 2015 | Goosebumps                            | R. L. Stine Slappy (voice) Invisible Boy (voice) | Nominalizare - People's Choice Award for Favorite Comedic Movie Actor |
| 2016 | Kung Fu Panda 3                       | Po (voce)                                        | |
| 2016 | Kung Fu Panda: Secrets of the Scroll  | Po (voce)                                        | Scurtmetraj |
| 2017 | The Polka King                        | Jan Lewan                                        | Și producător |
| 2017 | Jumanji: Welcome to the Jungle        | Profesor Sheldon "Shelly" Oberon                 | |
| 2018 | Don't Worry, He Won't Get Far on Foot | Dexter                                           | |
| 2018 | Unexpected Race                       | Șerif                                            | |
| 2018 | The House with a Clock in Its Walls   | Jonathan Barnavelt                               | |
| 2019 | Jumanji: The Next Level               | Professor Sheldon "Shelly" Oberon                | |
| 2022 | Apollo 10 1⁄2: A Space Age Childhood  | Adult Stanley                                    | Voce |
| 2023 | Film fără nume cu Mario               | Bowser                                           | Voce Postproducție |
| VFA  | Borderlands                           | Claptrap                                         | Postproducție |
| 2025 | A Minecraft Movie                     | Steve                                            | |

### Televiziune
| An           | Titlu                               | Rol                                                                   | Note                                                                |
| ------------ | ----------------------------------- | --------------------------------------------------------------------- | ------------------------------------------------------------------- |
| 1991         | Our Shining Moment                  | Teenage boy                                                           | Pilot de televiziune                                                |
| 1993         | The Golden Palace                   | Taxi driver                                                           | Episodul: "Seems Like Old Times: Part 2"                            |
| 1993         | Life Goes On                        | Skinhead                                                              | Episodul: "Incident on Main"                                        |
| 1993         | Northern Exposure                   | Kevin Wilkins                                                         | Episodul: "A River Doesn't Run Through It"                          |
| 1993         | Marked for Murder                   | Car thief                                                             | Film TV                                                             |
| 1994         | Blind Justice                       | Private                                                               | Film TV                                                             |
| 1994         | The Innocent                        | Marty Prago                                                           | Film TV                                                             |
| 1995         | All-American Girl                   | Tommy                                                                 | Episodul: "A Night at the Oprah"                                    |
| 1995         | Pride & Joy                         | Man                                                                   | Episodul: "Brenda's Secret"                                         |
| 1995         | The Single Guy                      | Randy                                                                 | Episodul: "Sister"                                                  |
| 1995         | Touched by an Angel                 | Monte                                                                 | Episode: "Angels on the Air"                                        |
| 1995         | The X-Files                         | Bart "Zero" Liquori                                                   | Episodul: "D.P.O."                                                  |
| 1995–1996    | Mr. Show with Bob and David         | Diverse personaje                                                     | 4 episoade                                                          |
| 1995–1996    | Picket Fences                       | Curtis Williams                                                       | 2 episoade                                                          |
| 1997–2000    | Tenacious D                         | JB                                                                    | 6 episoade; și co-creator, scenarist și producător                  |
| 1999         | Heat Vision and Jack                | Jack                                                                  | Pilot                                                               |
| 2002         | 2002 MTV Movie Awards               | Rolul său (gazdă)                                                     | Special TV                                                          |
| 2002         | The Andy Dick Show                  | J.D.                                                                  | Episodul: "Flipped"                                                 |
| 2002         | Clone High                          | Pusher/Larry Hardcore (voci)                                          | Episodul: "Raisin the Stakes"                                       |
| 2002         | Crank Yankers                       | Tenacious D                                                           | Episodul: "#1.3"                                                    |
| 2002         | MADtv                               | Tenacious D                                                           | Episodul: "#7.22"                                                   |
| 2003         | Player$                             | Tenacious D                                                           | Episodul: "Tenacious D a la Mode"                                   |
| 2003         | Will & Grace                        | Dr. Isaac Hershberg                                                   | Episodul: "Nice in White Satin"                                     |
| 2003–2004    | Computerman                         | Computerman                                                           | 6 episoade; Și producător executiv                                  |
| 2003–2004    | Time Belt                           | Computerman                                                           | 2 episoade                                                          |
| 2004         | Cracking Up                         | Brian                                                                 | Episodul: "Scared Straight"                                         |
| 2004         | Tom Goes to the Mayor               | Trapper JB (voice)                                                    | Episodul: "Bear Traps"                                              |
| 2006         | Kids' Choice Awards                 | Rolul său (gazdă)                                                     | Special TV                                                          |
| 2006         | MTV Video Music Awards              | Rolul lui (gazdă)                                                     | Special TV                                                          |
| 2007         | Acceptable.TV                       |                                                                       | Producător executiv                                                 |
| 2007         | The Naked Trucker and T-Bones Show  | Jables                                                                | Episodul: "Break-Up"                                                |
| 2007         | The Simpsons                        | Milo (voce)                                                           | Episodul: "Husbands and Knives"                                     |
| 2008         | Sesame Street                       | Rolul său                                                             | Episodul: "The Golden Triangle of Destiny"                          |
| 2008         | Kids' Choice Awards                 | Rolul său (gazdă)                                                     | Special TV                                                          |
| 2008         | Spike Video Game Awards             | Rolul său (gazdă)                                                     | Special TV                                                          |
| 2009         | The Office                          | Sam                                                                   | Episodul: "Stress Relief"                                           |
| 2009         | Yo Gabba Gabba!                     | Rolul său                                                             | Episodul: "New Friends"                                             |
| 2010         | Community                           | Buddy                                                                 | Episodul: "Investigative Journalism"                                |
| 2010         | iCarly                              | Aspartamay                                                            | Episodul: "iStart a Fanwar"                                         |
| 2011         | Kids' Choice Awards                 | Rolul său (gazdă)                                                     | Television special                                                  |
| 2012–2015    | Comedy Bang! Bang!                  | Rolul său                                                             | 2 episoade                                                          |
| 2013–2015    | Drunk History                       | Elvis Presley / Orson Welles / Benjamin Franklin / William Mulholland | 4 episoade                                                          |
| 2013         | Metalocalypse: The Doomstar Requiem | Dethklok's original manager / Fat Blogger (voci)                      | Special TV                                                          |
| 2015         | Workaholics                         | Pritchard DeMamp                                                      | Episodul: "Gramps DeMamp is Dead"                                   |
| 2015         | The Brink                           | Alex Talbot                                                           | 10 episoade; și producător                                          |
| 2015         | Documentary Now!                    | Jamison Friend                                                        | Episodul: "Dronez: The Hunt for El Chingon"                         |
| 2016         | Panda Republic                      | Narator (voce)                                                        | Documentar                                                          |
| 2017         | Great Minds with Dan Harmon         | Ludwig van Beethoven                                                  | Episodul: "Ludwig van Beethoven"                                    |
| 2017         | The Last Man on Earth               | Rear Admiral Roy Billups                                              | Episodul: "M.U.B.A.R."                                              |
| 2018         | Tenacious D in Post-Apocalypto      | JB (voce)                                                             | 6 episoade; de asemenea cocreator, regizor, scenarist și producător |
| 2020         | Celebrity Escape Room               | Rolul său (gazdă)                                                     | Special de televiziune                                              |
| 2020         | Home Movie: The Princess Bride      | Dread Pirate Roberts                                                  | 2 episoade                                                          |
| 2022         | Big Nate                            | Brad Gunter (voce)                                                    | Episod: "The Legend of the Gunting"                                 |
| 2022–prezent | Kung Fu Panda: Cavalerul Dragon     | Po (voce)                                                             | 11 episoade; de asemenea producător executiv                        |

### Jocuri video
| An   | Titlu                       | Rol                                   | Note                                                  |
| ---- | --------------------------- | ------------------------------------- | ----------------------------------------------------- |
| 2005 | Peter Jackson's King Kong   | Carl Denham (voce)                    | Spike Video Game Award for Best Performance by a Male |
| 2009 | Brütal Legend               | Eddie Riggs (voce)                    | Spike Video Game Award for Best Voice                 |
| 2014 | Broken Age                  | Harm'ny Lightbeard (voce)             |                                                       |
| 2015 | Goosebumps: Night of Scares | R.L. Stine și Slappy the Dummy (voce) |                                                       |